# Рум'янцевський музей
Рум'янцевський музей (рос. Румянцевский музей) — велике зібрання книг, монет, рукописів, інших етнографічних та історичних матеріалів у Петербурзі, а потім і в Москві. Музей виник на основі приватної колекції, яку за життя зібрав, а частиною успадкував державний канцлер Микола Петрович Румянцев. Довгий час був єдиним у Москві загальнодоступним музеєм.

## Історія
Протягом усієї державної діяльності М. П. Румянцев займався збиранням старовинних рукописів, давніх грамот на пергаменті, книг, списків із літописів. Головним захопленням його були рукописні давнини, і тому найзначнішим зібранням в колекції графа Румянцева стала велика бібліотека. У ній налічувалося 28 тисяч томів. До її складу входила колекція рукописів та стародруків, у тому числі кирилівського шрифту, 104 екземпляри інкунабул, видання XVI—XVII століть знаменитої голландської фірми «Ельзевір», а також кілька сотень різних географічних карт (як їх тоді називали — ландкарт). Рукописи та книги купувалися в Росії та Європі. Купувалися навіть цілі бібліотеки, наприклад бібліотека академіка Лерберга.
Граф М. П. Румянцев не був одружений, і його спадок був заповідано молодшому братові Сергію Петровичу Румянцеву, а всі збори книжок, рукописів, медалей і монет було заповідано передати на «загальну користь». У 1826 році колекції та бібліотека були передані С. П. Румянцевим Міністерству народної освіти. Для передачі колекцій було створено спеціальну комісію. До її складу увійшли представники Департаменту народної освіти, і навіть академіки Ф. І. Круг, Г. К. Келер, Х. Д. Френ.
Імператор Микола I 22 березня (3 квітня) 1828 року підписав указ про заснування Румянцевського музею та рескрипт про правила управління музеєм. У 1831 році музей було відкрито в особняку Рум'янцева на Англійській набережній у Санкт-Петербурзі.
1861 року музей перевели до Москви. На той час виявилося, що колекція Румянцева не вписувалася у структуру петербурзьких установ культури та тягла вбоге існування. Опікун московського навчального округу Н. В. Ісаков взявся на основі бібліотеки Румянцева, як писав В. В. Стасов, «создать в Москве публичную библиотеку наподобие петербургской, приводившей его тогда в восторг, как вообще и всё русское общество».
Під час передачі Рум'янцевського музею 1861 року О. Х. Востоков склав «Опис речей Рум'янцевського музеуму».
У Москві Рум'янцевський музей розмістився в будинку Пашкова, і був об'єднаний з новим Московським публічним музеєм. Таким чином, у 1862 році було створено Московський публічний та Рум'янцевський музеум. Музей поділявся на три відділи — художній, гравюрний і т.з. Дашковський музей, до якого увійшли збори російських мандрівників, зокрема, Крузенштерна та Лисянського. Рум'янцевська бібліотека, яка входила до складу музеуму, в 1863 році була проголошена публічною. Картинну галерею музею організовували з урахуванням рекомендацій тодішнього працівника картинній галереї Імператорського Ермітажу німецького фахівця Густава Фрідріха Ваагена. З Ермітажу Румянцевський музей було передано двісті одна картина.
Збори періодично поповнювалися рахунок придбання колекцій приватних осіб. У 1913 році музеум був перейменований у Імператорський Московський та Рум'янцевський музей.
У 1924 році, вже за радянської влади, будівлю музею та його бібліотеку було передано створеній на її основі Державній бібліотеці СРСР ім. В. І. Леніна. Полотна Рембрандта та інших європейських художників було передано до ДМОМ ім. О. С. Пушкіна, зібрання вітчизняного живопису — в Третьяковську галерею, а експонати Дашковського музею — в Музей народів СРСР та Кунсткамеру.

## Керівники
- М. В. Ісаков (1862—1867)
- В. А. Дашков (1867—1896)
- М. О. Веневітінов (1896—1901)
- І. В. Цвєтаєв (1901—1910)
- В. Д. Голіцин (1910—1921)
- А. К. Віноградов (1921—1925)